# György Györffy
György Györffy (ur. 26 sierpnia 1917 w Szucságu, zm. 19 grudnia 2000 w Budapeszcie) – węgierski historyk, mediewista.
Ukończył studia na Uniwersytecie im. Pétera Pázmánya (obecnie im. Lóránda Eötvösa). Później został asystentem w Instytucie Historycznym Instytutu im. Pála Telekiego, a następnie profesorem.
Od roku 1990 członek korespondent Węgierskiej Akademii Nauk, a w roku 1991 otrzymał tytuł członka rzeczywistego.

## Wybrane publikacje
- Árpád-kori oklevelek : 1001-1196, Budapest: Balssi Kiadó 1997.
- Pest-Buda kialakulása.Budapest története a honfoglalástól az Árpád-kor végi székvárossá alakulásig, Budapest: Akademiai K. 1997.

## Publikacje w języku polskim
- Święty Stefan I. Król Węgier i jego dzieło, przeł. Tomasz Kapturkiewicz, Warszawa: Rytm 2003.